# Vlado Singer
Vlado Singer (Verőce, 1908. október 21. – Ógradiska, 1943. október) horvát politikus, az usztasa mozgalom tagja.

## Élete és pályafutása
Vlado (Vladimir) Singer 1908-ban született a szlavóniai Verőcén horvát zsidó családban (később áttért a katolikus hitre, és horvátnak tartotta magát).  Politikai tevékenységét zágrábi tanulmányai során, az 1920-as évek végén, 1930-as évek elején kezdte. A titkos nemzeti csoportok központi alakja, a Kvaternik-társaság egyetemistáinak egyik vezetője volt. Társai Branimir Jelić, Mladen Lorković és Eugen Dido Kvaternik voltak, akik úgy gondolták, hogy az akkori politikai formációkat az idő túlhaladta, és egy új mozgalmat kell létrehozni, amely a forradalmi harc hordozója lesz. A társaság 1932 márciusában, pontosabban március 6-án tüntetéseket szervezett az egyetemen Sándor király diktatúrája ellen. 1933 márciusában elindította és szerkesztette a fiatal horvát nacionalista szervezet, a „Naša Gruda” folyóiratot, a diktatúra idején Horvátországban megjelent első független újságot. A Naša Gruda ifjúsági folyóirat első száma 1933. március 1-jén jelent meg, szerkesztője Ivo Lendić énekes és költő volt. 

### Emigrációban
Mindössze két szám megjelenése után, 1933 nyarán Bécsbe emigrált. 1934-ben Eugen Dido Kvaternik is lakott egy ideig a bécsi lakásában. 1934 márciusában az osztrák rendőrség Bécsben a jugoszláv hatóságok kérésére, az I. Sándor jugoszláv király ellen 1933 decemberében Petr Oreb által tervezett állítólagos merénylettel kapcsolatban letartóztatta. Hat hónap után kiengedték, és Olaszországba ment. Ott tartózkodott az usztasa táborokban, majd Liparin. A marseille-i merénylet után ismét letartóztatták. Eugen Kvaternik szerint ő volt az egyetlen usztasa Olaszországban, aki kritikusan nézte Ante Pavelić életmódját, de hűséges volt hozzá.  Kiváló szervezőnek tartották.

### A Független Horvát Államban
1941 áprilisában Pavelićcsal és más emigrációból származó usztasákkal visszatért Zágrábba. Májusban átvette az usztasa fővezérség személyi osztályának vezetését. Amikor június közepén megalakult az Usztasa Felügyeleti Szolgálat (UNS), ő vette át II-es iroda, a hírszerző szolgálat vezetését. 1941 augusztusában a 2. Olasz Hadsereg parancsnokságától (megszálló haderő az Olaszországhoz csatolt részeken és az olasz megszállási zóna az NDH-ban) megbízható hírek birtokába jutott arról az olasz hadműveleti tervről, amely szerint az olaszok öt ütemben az egész Horvátországot elfoglalják. Erről tájékoztatta az államvezetést.
Amikor 1941. szeptember 14-én a kommunisták szabotázst hajtottak végre a zágrábi főposta ellen, a németek kérésére, mint a támadásért felelős személyt letartóztatták. Letartóztatását követően ideiglenesen Zágrábban, a Savska cesta börtönben tartották fogva. Meggyanúsított kommunistaként gyorsan elítélték, majd a jasenovaci és az ógradiskai táborba hurcolták. Már korábban barátságot kötött Branimir Župančićcsal, akinek egykor Lipariból írt Rómába, hogy megkapja a „Katholikus Hetilapot”. Župančić, amikor meglátogatta a letartóztatott Singert azt mondta: „Egy barátomhoz jöttem, aki itt raboskodik, és aki zsidó”.
1941-1942 telén Vladimir Mačekkel együtt egy ideig Jasenovacban raboskodott, amiről átfogó emlékiratot hagyott hátra, amelyet 1945-ben emigrációba vittek. A kortársak és munkatársai letartóztatását és likvidálását zsidó származásával és egyes usztasa-tisztviselők személyes bosszújával, nem pedig a fent említett kommunista szabotázsért való felelősséggel magyarázzák. Singer meggyilkolásának ideje és módja soha nem derült ki, és az sem, hogy ki adta ki erre a parancsot.

## Fordítás
Ez a szócikk részben vagy egészben  a   Vlado Singer című horvát Wikipédia-szócikk ezen változatának fordításán alapul.  Az eredeti cikk szerkesztőit annak laptörténete sorolja fel. Ez a jelzés csupán a megfogalmazás eredetét és a szerzői jogokat jelzi, nem szolgál a cikkben szereplő információk forrásmegjelöléseként.